# Cobleș
Cobleș falu Romániában, Fehér megyében.

## Fekvése
Lepus közelében fekvő település.

## Története
Cobleş korábban  Lepus része volt, 1956 körül vált külön 320 lakossal.
1966-ban 390, 1977-ben 281, 1992-ben 240, 2002-ben pedig 213 román lakosa volt.